# Peder Grib Fibiger
Peder Grib Fibiger (født 28. september 1784 på Snoghøj, død 8. august 1833 i Kolding) var en dansk skolemand, broder til Jacob Scavenius Fibiger.
Fibiger blev student fra Roskilde Katedralskole 1801, vandt 1809 Prismedaillen for en æstetisk Opgave om Elegien, blev 1810 adjunkt i Roskilde, 1817 overlærer i Nykøbing på Falster, 1822 rektor i Kolding. Han er mest kendt ved sine æstetiske interesser, der særlig har givet sig udslag i hans oversættelse af Sofokles' tragedier (2 Bd, 1821-22).